# Toni Nieminen
Toni Markus Nieminen (Lahti, 31 mei 1975) is een voormalig schansspringer uit Finland, die zijn vaderland tweemaal vertegenwoordigde bij de Olympische Winterspelen: 1992 en 2002. 
Als 16-jarige schooljongen uit Lahti maakte Nieminen naam door het Vierschansentoernooi in het seizoen 1991-1992 te winnen. Hij zegevierde destijds in Oberstdorf, Innsbruck en Bischofshofen, en behaalde de tweede plaats in Garmisch-Partenkirchen. Bij de Olympische Winterspelen van 1992 nam Nieminen deel aan alle drie de springevenementen; hij won de gouden medaille op de grote schans en met het Finse team, dat verder bestond uit Ari-Pekka Nikkola, Risto Laakkonen en Mika Laitinen. Op de kleine schans eindigde Nieminen als derde en dus moest hij genoegen nemen met de bronzen medaille, achter de Oostenrijkers Ernst Vettori (goud) en Martin Höllwarth (zilver). 
Nieminen won ook de Wereldbeker schansspringen 1991-1992 en was twee keer wereldkampioen bij de junioren. In 1992 werd hij uitgeroepen tot Fins sporter van het jaar, als opvolger van atleet Kimmo Kinnunen. In zijn latere carrière als schansspringer was Nieminen niet meer zo succesvol als hij in 1992 was geweest, hoewel hij op 17 maart 1994 in Planica de eerste man ter wereld werd die een afstand van meer dan 200 meter vloog op ski's. Nieminen nam ook deel aan de wereldkampioenschappen 1993 en 1995, en aan de Olympische Winterspelen 2002, maar hij viel bij die gelegenheden niet in de prijzen. Nadat hij zijn actieve loopbaan in 2004 had afgesloten, ging Nieminen aan de slag als coach van het Finse nationale juniorenteam en als skispringcommentator bij de Finse televisie.
| Logo van de Olympische Spelen | Goud | Zilver | Brons | Logo van de Olympische Spelen |
|                               | 2    | 0      | 1     |                               |

1924: Jacob Tullin Thams ·
1928: Alf Andersen ·
1932: Birger Ruud ·
1936: Birger Ruud ·
1948: Petter Hugsted ·
1952: Arnfinn Bergmann ·
1956: Antti Hyvärinen ·
1960: Helmut Recknagel ·
1964: Toralf Engan ·
1968: Vladimir Belooesov ·
1972: Wojciech Fortuna ·
1976: Karl Schnabl ·
1980: Jouko Törmänen ·
1984: Matti Nykänen ·
1988: Matti Nykänen ·
1992: Toni Nieminen ·
1994: Jens Weißflog ·
1998: Kazuyoshi Funaki ·
2002: Simon Ammann ·
2006: Thomas Morgenstern ·
2010: Simon Ammann ·
2014: Kamil Stoch ·
2018: Kamil Stoch ·
2022: Marius Lindvik
1988: Nikkola, Nykänen, Ylipulli, Puikkonen ·
1992: Nikkola, Laitinen, Laakkonen, Nieminen ·
1994: Jäkle, Duffner, Thoma, Weissflog ·
1998: Okabe, Saito, Harada, Funaki ·
2002: Hannawald, Hocke, Uhrmann, Schmitt ·
2006: Widhölzl, Kofler, Koch, Morgenstern ·
2010: Loitzl, Kofler, Morgenstern, Schlierenzauer ·
2014: Wank, Kraus, Wellinger, Freund ·
2018: Tande, Stjernen, Forfang, Johansson ·
2022: Kraft, Huber, Hörl, Fettner